# Cryptograms
Cryptograms è il secondo album in studio dei Deerhunter, pubblicato nel 2007.

## Descrizione
Dopo la pubblicazione di Turn It Up Faggot, i Deerhunter hanno iniziato a registrare il materiale per questo secondo disco nei Rare Book Room Studios di New York con Samara Lubelski, ma le sessioni sono state rinviate a causa di un malessere fisico e psichico del cantante Bradford Cox. In seguito, il gruppo è tornato ad Atlanta. La versione finale di Cryptograms è stata registrata in due diverse sessioni distanziate diversi mesi l'una dall'altra, così come due sono i generi musicali riconducibili alle due parti del disco: una prima parte di matrice ambient e una seconda in cui prevale un impianto più noise pop.
Il disco è stato pubblicato nel gennaio 2007 dalla Kranky in formato CD e vinile. A distanza di quattro mesi dalla pubblicazione dell'album, è stato pubblicato l'EP Fluorescent Grey. La versione vinile di Cryptograms include entrambi i lavori.

## Tracce
1. Intro – 2:50
2. Cryptograms – 4:17
3. White Ink – 4:59
4. Lake Somerset – 3:49
5. Providence – 4:08
6. Octet – 7:50
7. Red Ink – 3:40
8. Spring Hall Convert – 4:29
9. Strange Lights – 3:38
10. Hazel St. – 3:48
11. Tape Hiss Orchid – 1:12
12. Heatherwood – 3:37

## Formazione
Deerhunter
- Bradford Cox - voce, chitarre, componenti elettroniche, batteria, bell set
- Moses Archuleta - synth, batteria, percussioni
- Josh Fauver - basso, chitarra, voce
- Colin Mee - chitarre
- Lockett Pundt - chitarra, synth, organo hammond, voce

Produzione
- Susan Archie - layout
- Chris Bishop - produzione, ingegneria
- Jennifer Munson - masterizzazione
- L. Somerset - autore
- Nicolas Vernhes - missaggio